# Seuneubok Pidie (Manyak Payed)
Seuneubok Pidie is een bestuurslaag in het regentschap Aceh Tamiang van de provincie Atjeh, Indonesië. Seuneubok Pidie telt 452 inwoners (volkstelling 2010).